# Стефан Пац
Стефан Пац гербу Ґоздава (нар. 1587 — пом. 1640) — державний діяч Великого князівства Литовського та Речі Посполитої; Секретар королівський (1611–1615), писар великий литовський (1615–1630), референдар великий литовський (світський, 1626–1630), маршалок Сейму Речі Посполитої (1629), підскарбій надвірний (1630) і великий литовський (1630–1635), підканцлер литовський (1635–1640); староста берестейський, пренський, куршанський, кричівський, вільковиський, рокантиський, бірштянський, лавариський, іберпольський.

## Життєпис
Стефан Пац народився 1587 року в сім'ї підкоморія берестейського Міколая Паца та Софії Агати Сапіги, доньки мінського воєводи Богдана Павловича Сапіги. Мав трьох братів і двох сестер: Самуеля, Теофіла, Богдана Теодата, Єву й Анну.
У молодості подорожував Західною Європою, зокрема в освітніх цілях, відвідав Падую та Болонью, пізніше перебував у Німеччині. 1610 року перебував біля короля Сигізмунда III під час облоги Смоленська. Наступного року отримав посаду королівського секретаря. 26 лютого 1615 року був призначений писарем великим литовським, а за кілька днів отримав староство іберпольське (гіперболанське). Згодом отримав староства пренське та куршанське (1621).
У квітні 1617 року був послом короля на віленський генеральний з'їзд. 1620 року сейм призначив його до комісії щодо розмежування Підляшшя та Берестейського воєводства. Як довірена особа монарха супроводжував королевича Владислава під час подорожі Європою (1624–1625). У листопаді 1626 року став світським референдарем великим литовським, зберігши попередній уряд писаря.
Був послом сеймику віленського на надзвичайний сейм 1629 року у Варшаві, був обраний його маршалком. Був послом Гродненського повіту на сейм 1631 року.
26 квітня 1630 року став підскарбієм надвірним литовським, а вже 17 грудня цього ж року призначений підскарбієм великим литовським. Під час безкоролів'я після смерті Сигізмунда III входив до сеймової комісії, яка редагувала pacta conventa. Був членом генеральної конфедерації, утвореної 16 липня 1632 року. 1632 року став електором Владислава IV від Троцького воєводства, підписав його pacta conventa. 9 липня 1633 року отримав від короля Берестейське староство. Як підскарбій, неодноразово виплачував заборгованість по жолду литовському війську зі своєї кишені.
6 листопада 1635 року обійняв посаду підканцлера литовського. У серпні 1638 року супроводжував королівську родину під час поїздки до Відня та Бадену, після неї з декількома сенаторами відвідав у Братиславі угорського палатина Ніколаса Естергазі. 1639 року брав участь у переговорах короля із прусським герцогом Георгом Вільгельмом у Гродно.
19 травня 1640 року внаслідок інсульту Стефана Паца розбив параліч, через півроку 19 листопада 1640 року він помер, був похований у костелі Святої Терези у Вільні.

## Фундації
1626 року фундував Костелу Святої Терези у Вільні, 1638 року став фундатором кляштору босих кармеліток і костела святого Йосипа Обручника у Вільні; у Єзно збудував мурований палац.

## Сім'я
Стефан Пац був одружений з Анною Рудоміна-Дусяцькою (пом. 1643), донькою старости нідерпольського Вавжинця Рудоміна-Дусятського. З нею мали 6 дітей:
- Станіслав (пом. 1643) — придворний королівський, староста пренський;
- Кшиштоф Зиґмунт (1621—1684) — хорунжий великий литовський, підканцлер і великий канцлер литовський;
- Міколай Стефан[be] (пом. 1684) — придворний королівський, воєвода троцький, каштелян віленський, Віленський єпископ (1671);
- Зофія (1618—1665) — дружина Яна Казимира Ходкевича;
- Катажина — черниця;
- Анна (пом. 1652) — дружина Фридерика Сапіги[be].

## Твори
Після численних подорожей написав «Опис дворів європейських на початку XVII століття…» (пол. Obraz dworów europejskich na początku XVII wieku...), який був виданий з рукопису Юзефом Казімєжем Плебанським 1854 року:
- Stefan Pac. Obraz dworów europejskich na początku XVII wieku przedstawiony w dzienniku podróży królewicza Władysława, syna Zygmunta III, do Niemiec, Austryi, Belgii, Szwajcaryi i Włoch, w roku 1624-1625, Wrocław, 1854. Podlaska Biblioteka Cyfrowa.